# Elisabeth von Metzenhausen
Elisabeth von Metzenhausen (* um 1575; † (20. März?) 1641 in Treis-Karden) war eine deutsche Meisterin (Oberin) im Kloster Maria Engelport.

## Leben
Elisabeth von Metzenhausen entstammte dem Adelsgeschlecht Metzenhausen, lässt sich genealogisch aber nicht in die weit verzweigte Familie einordnen. Sie hatte 1593 ihre Gelübde abgelegt (conversionis suae), war also vermutlich um 1575 geboren und spätestens 1591 in das adlige Prämonstratenserinnenkloster Maria Engelport eingetreten. Am 23. November 1620 wurde sie hier zur Meisterin gewählt. In ihrer Amtszeit begann sie mit dem Wiederaufbau der infolge des Dreißigjährigen Kriegs zerstörten Haupt- und Wirtschaftsgebäude des Klosters. Nach ihrem Tod wurde ihre Verwandte Regina Elisabeth von Metzenhausen Nachfolgerin als Meisterin des Klosters Engelport. Diese setzte den Wiederaufbau fort.